# Ray Stevenson
Pour les articles homonymes, voir Stevenson.
George Raymond Stevenson, dit Ray Stevenson, né le 25 mai 1964 à Lisburn (Irlande du Nord), et mort le 21 mai 2023 à Lacco Ameno en Italie, est un acteur britannique.
Il est surtout connu pour ses rôles dans des séries télévisées : Titus Pullo dans la série télévisée Rome (2005-2007), Isaak Sirko dans Dexter (2012), et enfin Barbe Noire dans Black Sails (2016-2017) et dernièrement Ahsoka (2023).
Au cinéma, après avoir incarné Frank Castle dans le thriller d'action Punisher : Zone de guerre (2008), de Lexi Alexander, il se contente de seconds rôles dans des blockbusters : il est Volstagg dans la trilogie Thor (2011-2017) ou encore Marcus Eaton dans la trilogie Divergente (2014-2016). En 2022, il incarne le rôle du gouverneur Scott Buxton dans le film indien RRR.

## Biographie

### Enfance et adolescence
Ray Stevenson naît le 25 mai 1964 à Lisburn[réf. nécessaire], en Irlande du Nord. Il déménage avec sa famille à Lemington (Newcastle-Upon-Tyne), en Angleterre, puis à Cramlington (Northumberland) où il grandit. Étant le deuxième des trois fils d'un pilote de la Royal Air Force, Stevenson,  enfant, rêve de devenir acteur, mais croit que ce rêve est impossible à réaliser. Dès lors, il consacre son énergie à son autre amour, l'art. Il fréquente ainsi une école d'art.

### Révélation télévisuelle (1993-2007)
Il apparait pour la première fois à l'écran en 1993, à la télévision britannique. Il enchaîne ensuite les rôles dans des séries anglaises durant une décennie. En 2004, il fait ses débuts à Hollywood en apparaissant dans le film d'aventures  Le Roi Arthur, de Antoine Fuqua, où il prête ses traits à Dagonet.
L'année 2005 le révèle au grand public : il tient le rôle du légionnaire romain Titus Pullo dans la série historique à gros budget, Rome. Il tient l'un des rôles principaux, aux côtés d'un autre acteur anglais, Kevin McKidd. La série est un succès critique, mais s'arrête au bout de seulement vingt-deux épisodes répartis sur deux saisons, en 2007.

### Films d'action (2008-2011)

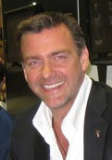
Ray Stevenson à Comic-Con en 2008.

L'acteur s'installe cependant à Hollywood : en 2008, il est ainsi la tête d'affiche de deux longs-métrages : un film de guerre horrifique, Outpost, qui passe inaperçu, mais il incarne surtout Frank Castle dans le film de superhéros Marvel Punisher : Zone de guerre, réalisé par Lexi Alexander. Ces deux films sont des échecs commerciaux, mais l'imposent comme un acteur physique au registre musclé.
En 2009, il joue dans L'Assistant du vampire de Paul Weitz. En 2010, il tient des seconds rôles dans le thriller de science-fiction Le Livre d'Eli d'Albert et Allen Hughes et dans la comédie d'action Very Bad Cops d'Adam McKay. Il renoue avec l'univers Marvel avec Thor de Kenneth Branagh, où il joue Volstagg, un ami du héros incarné par Chris Hemsworth.
En 2011, il incarne Porthos dans Les Trois Mousquetaires de Paul W.S. Anderson, et redevient tête d'affiche pour le polar Irish Gangster de Jonathan Hensleigh.

### Retour télévisuel et blockbusters (depuis 2012)
Il retrouve un rôle plus complexe et développé à la télévision : en 2012, il incarne Isaak Sirko, l'inquiétant et charismatique antagoniste de la septième saison de la série thriller à succès, Dexter. Puis en 2013, il tourne dans trois épisodes de la deuxième saison de la série policière Crossing Lines.
En 2016, il fait un retour remarqué : dans les saisons 3 et 4 de la série d'aventures Black Sails, il joue le célèbre pirate Barbe Noire. En 2017, il joue dans les six épisodes de la mini-série thriller Relik, diffusée par la chaîne câblée Cinemax.
Parallèlement, il continue à apparaître dans des blockbusters : il redevient Volstagg dans les suites Thor : Le Monde des ténèbres (2013) et Thor: Ragnarok (2017). Il joue Firefly dans le film d'action G.I. Joe : Conspiration (2013). Puis il est Marcus Eaton dans la trilogie Divergente (2014-2016).
Il tourne aussi sous la direction de réalisateurs français : en 2015, il joue le père du héros du reboot Le Transporteur : Héritage, de Camille Delamarre, et en 2017, il est la tête d'affiche du film de science-fiction horrifique Cold Skin, de Xavier Gens.

### Vie privée
Ray Stevenson se marie en 1997 à l'actrice Ruth Gemmell qu'il rencontre alors qu'ils participent tous les deux à la série télévisée Band of Gold (1995). Le couple divorce après huit ans de mariage. Puis il fréquente l'anthropologue italienne Elisabetta Caraccia, qu'il rencontre sur le tournage de Rome.
Le couple a deux fils : Sebastiano Derek Stevenson né en 2007 et Leonardo George Stevenson né en 2011.

### Mort
Ray Stevenson meurt soudainement le 21 mai 2023, comme l'annonce le site Variety sur l'île italienne d'Ischia où il tournait le film de Frank Ciota  Cassino à Ischia  où il devait jouer Nic Cassino ; il est remplacé par Dominic Purcell. La dernière œuvre dans laquelle il joue est la série Ahsoka, qui sort en 2023 et dont le premier épisode lui est dédié.

## Filmographie

### Cinéma
- 1995 : Some Kind of Life, de Julian Jarrold : Steve
- 1999 : Envole-moi (The Theory of Flight), de Paul Greengrass : un gigolo
- 2004 : Le Roi Arthur (King Arthur), d'Antoine Fuqua : Dagonet
- 2008 : Outpost de Steve Barker : DC (mercenaire ex commando de la Royal Navy)
- 2008 : Punisher : Zone de guerre de Lexi Alexander : Frank Castle
- 2009 : L'Assistant du vampire de Paul Weitz : Murlaugh
- 2010 : Le Livre d'Eli d'Albert et Allen Hughes : Redridge
- 2010 : Very Bad Cops (The Other Guys) d'Adam McKay : Wesley
- 2011 : Thor de Kenneth Branagh : Volstagg[4]
- 2011 : Les Trois Mousquetaires de Paul W.S. Anderson : Porthos
- 2011 : Irish Gangster de Jonathan Hensleigh : Danny Greene
- 2013 : G.I. Joe : Conspiration : Firefly
- 2013 : Thor : Le Monde des ténèbres (Thor: The Dark World) d'Alan Taylor : Volstagg
- 2014 : Divergente (Divergent) de Neil Burger : Marcus Eaton
- 2014 : Big Game de Jalmari Helander : Morris
- 2015 : Divergente 2 : L'Insurrection (Insurgent) de Robert Schwentke : Marcus Eaton
- 2015 : Le Transporteur : Héritage (The Transporter: Refueled) de Camille Delamarre : le père de Franck Martin
- 2016 : Divergente 3 : Au-delà du mur  de Robert Schwentke : Marcus Eaton
- 2017 : Accidental man
- 2017 : Cold Skin de Xavier Gens : Gruner
- 2017 : Thor: Ragnarok de Taika Waititi : Volstagg
- 2018 : Final Score de Scott Mann : Arkady
- 2022 : RRR de S.S. Rajamouli : Gouverneur Scott Buxton
- 2022 : Mémoire meurtrière (Memory) de Martin Campbell : Dany Mora
- 2024 : Canary Black de Pierre Morel

### Télévision
- 1993 : A Woman's Guide to Adultery : un journaliste
- 1994 : The Dwelling Place : Matthew Turnbull
- 1995 : Band of Gold : Steve Dickson
- 1997 : Drovers' Gold : Armstrong
- 2001 : Green-Eyed Monster : Alec
- 2003 : Red Cap : Police militaire : sergent Chris Roxborough
- 2003 : La Loi de Murphy : Robert Eaglan
- 2004 : Meurtres en sommeil : Dr Tim Faulkner
- 2005-2007 : Rome (rôle principal) : Titus Pullo
- 2007 : La vie au bout du fil : Peter Brisco
- 2012 : Dexter  : Isaak Sirko (saison 7)
- 2014 : Crossing Lines : Miles Lennon (saison 2)
- 2016-2017 : Black Sails : Barbe Noire (saisons 3 et 4)
- 2016-2017 : Star Wars Rebels : Gar Saxon (animation, saison 3, 2 épisodes)
- 2017 : Rellik dans le rôle d'Edward Benton.
- 2019 : Les Médicis, Maître de Florence : Roi Ferdinand Ier de Naples
- 2019 : Vikings : Othere (saison 6)
- 2020 : Reef Break : Jake Eliott
- 2020 : Star Wars: The Clone Wars : Gar Saxon (animation, saison 7, 2 épisodes)
- 2022 : Das Boot : commandant Jack Swinburne (saison 3)
- 2023 : Ahsoka : Baylan Skoll

## Voix francophones
En version française, Ray Stevenson est notamment doublé entre 2005 et 2010 par Marc Alfos dans Rome, Outpost, Punisher : Zone de guerre et Very Bad Cops. Dans les années 2000, on peut également citer Michel Vigné dans Le Roi Arthur et Antoine Tomé dans L'Assistant du vampire.
Au début des années 2010, il est doublé à titre exceptionnel par Pierre-François Pistorio dans Le Livre d'Eli, Patrick Bonnel dans Les Trois Mousquetaires et Christian Gonon dans Dexter. Entre 2011 et 2014, Patrick Béthune le double dans Thor, Bulletproof Gangster et Big Game. Patrice Melennec le remplace dans les suites de Thor. 
Par la suite, Patrick Raynal devient sa voix la plus régulière, le doublant dans la trilogie de films Divergente avant de le retrouver dans Rellik et Final Score. En parallèle, Serge Biavan le double à trois reprises, dans G.I. Joe : Conspiration, Black Sails et Reef Break. Enfin, l'acteur est également doublé par Emmanuel Jacomy dans Le Transporteur : Héritage, Michel Dodane dans Crossing Lines, Lionel Bourguet dans Cold Skin, Hervé Bellon dans Vikings et Féodor Atkine dans Ahsoka.
En version québécoise, il est doublé par Denis Roy dans Le Roi Arthur et Punisher : Zone de guerre, Benoît Rousseau dans L'Assistant du vampire, Sylvain Hétu dans Le Livre d'Eli et Les Renforts, Louis-Philippe Dandenault dans Thor et Patrick Chouinard dans G.I. Joe : Les Représailles.